# 龙泉葡萄
龙泉葡萄（学名：Vitis longquanensis）为葡萄科葡萄属的植物，为中国的特有植物。分布于中国大陆的浙江、江西、福建等地，生长于海拔700米至1,320米的地区，常生于山坡灌丛、山沟和疏林中。